# 雲雨春心
《雲雨春心》（英語：Sunday in New York）是一套1963年的美國喜劇片，由彼德·杜斯保利執導，克里夫·羅勃遜、珍·芳達及羅德·泰勒等主演。電影以一名剛與男朋友分手的女子為中心，描述她到紐約探望她當飛機師的兄弟期間遇到的趣事。

## 演員表
- 克里夫·羅勃遜 飾 阿當（Adam Tyler）
- 珍·芳達 飾 伊蓮（Eileen Tyler）
- 羅德·泰勒 飾 米克（Mike）
- 羅拔·谷（英语：Robert Culp） 飾 羅斯（Russ Wilson）
- 珠·摩露（Jo Morrow） 飾 夢娜（Mona Harris）
- 占·百加斯（英语：Jim Backus） 飾 航空公司主任（Chief Pilot Drysdale）

## 外部連結
- 互联网电影数据库（IMDb）上《雲雨春心》的资料（英文）
- TCM电影资料库上《雲雨春心》的资料（英文）
- AllMovie上《雲雨春心》的资料（英文）